# Água bruta

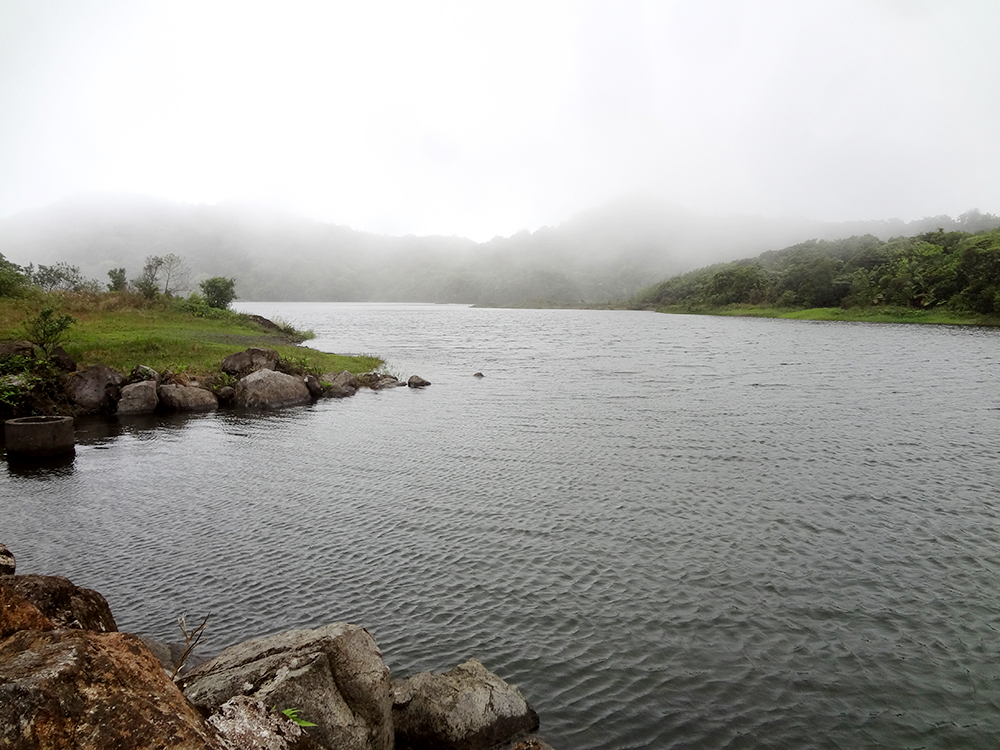

Água bruta é o mesmo que água não tratada, pode ser a água de um rio, fonte, poço, barragem, etc.
A água bruta pode ser água potável ou água não potável. Para o seu bombeamento em canais pode ser utilizado um Parafuso de Arquimedes ou outro tipo de bomba hidráulica.